# سونگ یی
سونگ یی (چینی ساده: 宋轶; چینی سنتی: 宋軼; پین‌یین: Sòng Yì؛ زادهٔ ۳۱ اکتبر ۱۹۸۹) بازیگر اهل چین است. او در سال ۲۰۰۶ از آکادمی مرکزی تئاتر فارغ‌التحصیل شد و حرفهٔ بازیگری خود را در سال ۲۰۰۹ آغاز کرد. از آثاری که در آنها ایفای نقش کرده است می‌توان به تا ابد جوان، خانه عجیب و لذت زندگی اشاره کرد.

## فیلم‌شناسی

### فیلم
| سال  | عنوان       | نقش         | توضیحات |
| ---- | ----------- | ----------- | ------- |
| ۲۰۰۹ | منگ اردونگ  | منگ دان     |         |
| ۲۰۱۰ | کلینیک عشق  | ون شو       | [ ۱ ]   |
| ۲۰۱۵ | تا ابد جوان | چن جیامیائو | [ ۲ ]   |
| ۲۰۱۵ | خانه عجیب   | نانا        | [ ۳ ]   |